# NGC 587
NGC 587 é uma galáxia espiral barrada (SBb) localizada na direcção da constelação de Triangulum. Possui uma declinação de +35° 21' 30" e uma ascensão recta de 1 horas, 32 minutos e 33,3 segundos.
A galáxia NGC 587 foi descoberta em 27 de Agosto de 1862 por Heinrich Louis d'Arrest.